# Izaak Zwartjes
Izaak Zwartjes (Leiden, 1974) is een Nederlands beeldend kunstenaar. Hij bouwt monumentale beelden en installaties met aangetaste en halfvergane voorwerpen en materialen.

## Biografie

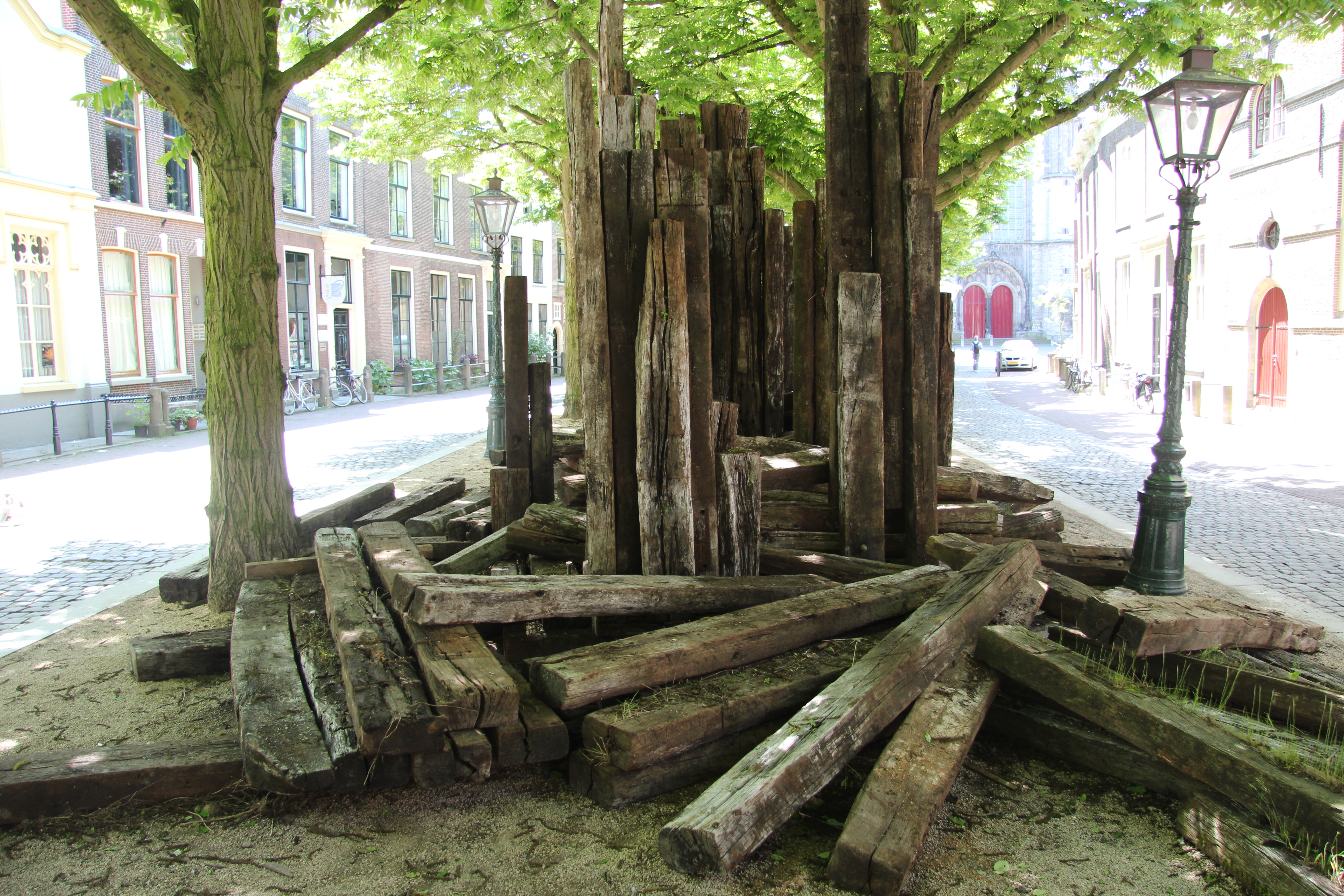
Isaak Zwartjes - Basic construction III

Zwartjes woont en werkt in Leiden. Hij volgde zijn opleiding aan de Koninklijke Academie van Beeldende Kunsten in Den Haag waar hij in 2008 afstudeerde. Voor zijn eindexamenexpositie maakte Zwartjes de installatie The Laboratory Of Life over een ‘postapocalyptische wereld’ waarin hij wetenschap, religie en kunst trachtte samen te brengen. Sinds 2008 is Zwartjes' werk te zien geweest tijdens meerdere tentoonstellingen, waaronder één in het Cobra Museum in Amstelveen.

## Werk
Zwartjes' werken kunnen het best worden getypeerd als "environments": een afgebakende omgeving waarin zich verschillende episodes uit een door de kunstenaar bedacht mythologisch verhaal afspelen. De installaties maakt Zwartjes van afgedankte materialen, die hij verzamelt tijdens zijn omzwervingen door de stad.
Als vervolg op zijn eindexamenwerk The Laboratory Of Life maakte Zwartjes de environment Exodus, die in 2009 in het Cobra Museum in Amstelveen tentoongesteld werd. Exodus vertelt een ‘postapocalyptisch’ verhaal van een gedegenereerd volk van gekloonde wezens in een desolaat landschap, vormgegeven met aangetaste en half vergane materialen. In dit werk zinspeelt hij subtiel op de absurditeit en zinloosheid van het bestaan.

## Tentoonstellingen
Kunstwerken van Izaak Zwartjes zijn tentoongesteld in de volgende instellingen en musea:
- Izaak Zwartjes: Basic Construction - Horsepower Opus 18 G Major, Odapark - Venray, 30/10/2011 - 15/2/2012.
- Inzoomen op Haagweg4, Kunstcentrum Haagweg 4 - Leiden (2011)
- 't Laatste Oordeel van Leiden, Scheltema voor actuele kunst - Leiden (2011)
- Izaak Zwartjes, Maartje Korstanje en Rob Voerman, Upstream Gallery - Amsterdam (2011)
- Art Rotterdam (2011)
- Brave New Worlds, Horizonverticaal - Haarlem (2011)
- Izaak Zwartjes: Rudiments of territory, Upstream Gallery - Amsterdam (2010)
- Izaak Zwartjes: Exodus, Cobra Museum voor Moderne Kunst - Amstelveen (2009)
- Apocalyptic landscapes, Upstream Gallery - Amsterdam (2008)